# Taira Shige
Taira Shige (茂 平 Shige Taira?), född 9 april 1993 i Nagasaki prefektur, är en japansk fotbollsspelare.
Shige började sin karriär 2016 i Nara Club. 2017 flyttade han till Giravanz Kitakyushu.